# Euselasia dorina
Euselasia dorina är en fjärilsart som beskrevs av William Chapman Hewitson 1860. Euselasia dorina ingår i släktet Euselasia och familjen Riodinidae. Inga underarter finns listade i Catalogue of Life.

## Bildgalleri

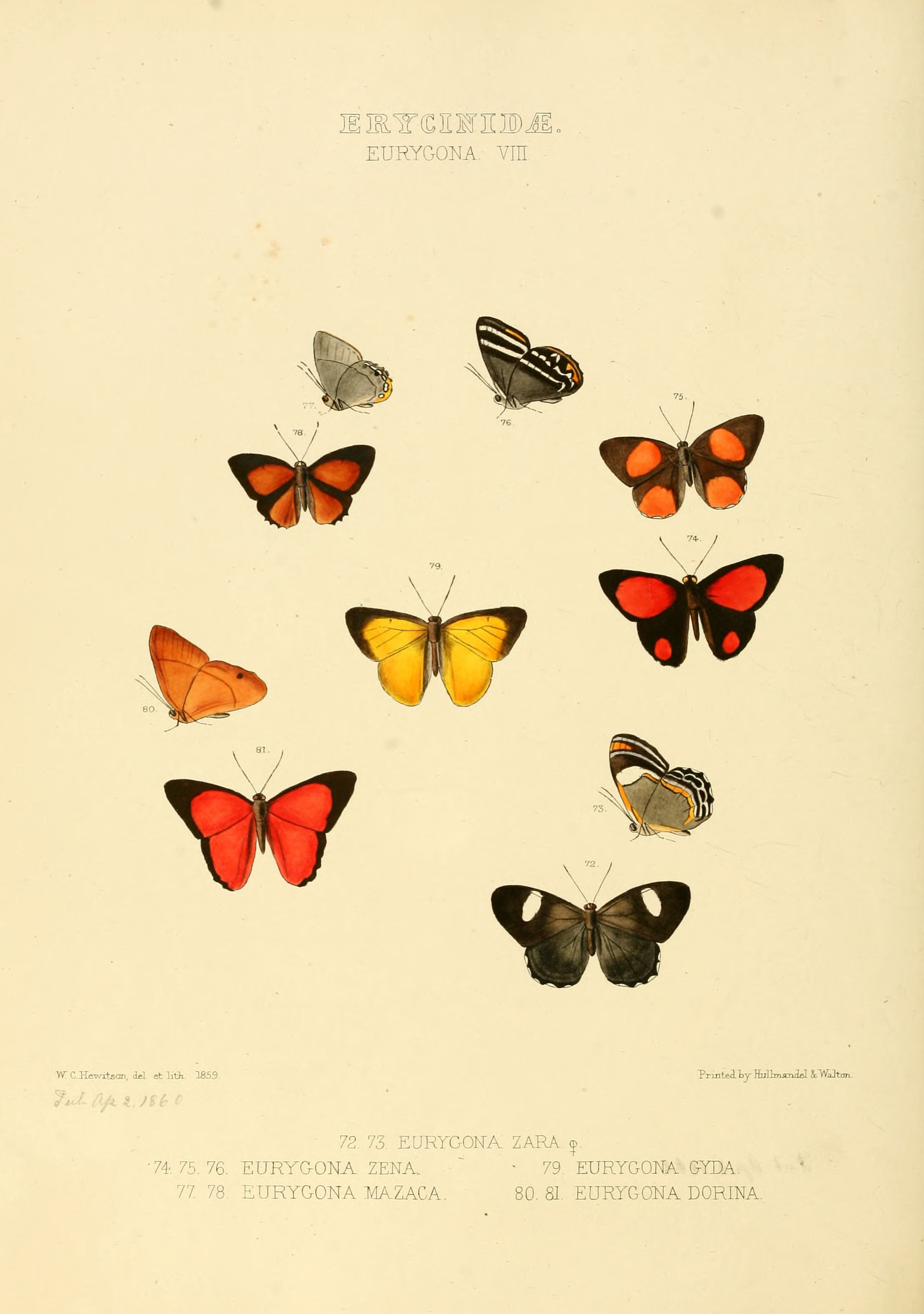